# شهرستان ریچموند (کارولینای شمالی)
شهرستان ریچموند، کارولینای شمالی (به انگلیسی: Richmond County, North Carolina) یک سکونتگاه مسکونی در ایالات متحده آمریکا است که در کارولینای شمالی واقع شده‌است.

## خصوصیات
شهرستان ریچموند ۱٬۲۴۳٫۲ کیلومترمربع مساحت دارد.